# クールアース推進構想

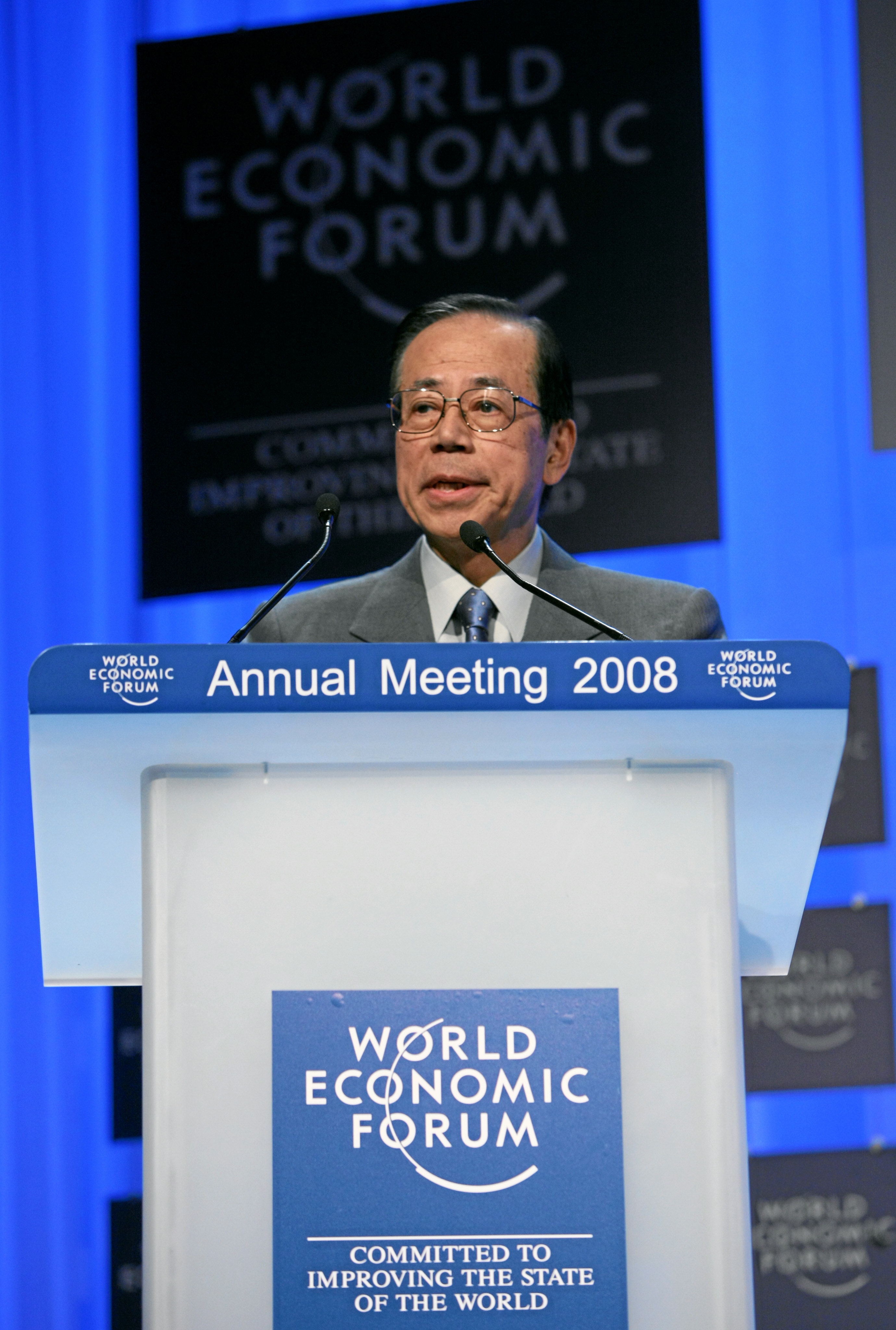
クールアース推進構想を発表する内閣総理大臣福田康夫（2008年1月26日、世界経済フォーラム年次総会にて）

クールアース推進構想（クールアースすいしんこうそう）は、日本が提案した美しい星50（クールアース50）を現実的に実現するための手段として提案された構想である。

## 概要
2008年1月26日、世界経済フォーラム年次総会（ダボス会議）の特別講演にて、内閣総理大臣福田康夫により発表された。この構想は、ポスト京都議定書の枠組み作り、国際環境協力、イノベーションの3つを中心としたものである。
前任の首相安倍晋三が提言した「美しい星50」をさらに深化させ、現実的に実現するための手段として提案された。この構想の発表により、日本は京都議定書の次のステージ作りを明確にスタートさせた。2008年7月の第34回主要国首脳会議（北海道洞爺湖サミット）をにらんで表明された。
2008年6月9日には、「福田ビジョン」としてもう一歩踏み込んだ内容の発表を行っている。

## 提案内容

### ポスト京都議定書の枠組み作り
ポスト京都議定書の枠組み作りに対して、次のような提案がなされた。
ピークアウトと温室効果ガス排出半減の方策を至急検討するように国際連合に要請すること
IPCCによる警告、「破局を避けるためには地球全体の温室効果ガスが次の10年から20年の間にピークアウトし、2050年には少なくとも半減しなければならない」を受けている。
主要排出国がすべて参加する仕組みを作ること
国別総量目標を掲げること
削減負担の公平さを確保するために、科学的で透明性の高い尺度として、エネルギー効率などをセクター別に割り出し、削減可能量を算定する。

### 国際環境協力
世界全体で、エネルギー効率を徹底的に高める努力として、次のものを提案している。
日本の優れた環境関連技術をより多くの国に移転すること
世界全体で、2020年までに30%のエネルギー効率の改善をすること

### イノベーション（技術革新）
今後5年間で300億ドル（3兆2300億円）程度の資金を投入すること。

## 議論
合意形成は気候変動、生物多様性、3Rについて、中国、インド、ブラジル等主要排出国の環境担当大臣、国連環境計画(UNEP)、経済協力開発機構（OECD）等の国際機関の代表からなるG8環境大臣会合で行われた。

## クールアース・デー
クールアース推進構想に関連し、毎年7月7日が「クールアース・デー」として制定されている。
クールアース・デーとは、消灯による電力消費量の抑制と地球温暖化問題の啓発を目的に制定された記念日である。具体的には、夜間照明の消灯が呼びかけられている。
2008年6月に内閣総理大臣福田康夫がクールアース・デーの制定を提唱したことがきっかけとなり、環境省が日本国内の官民に呼びかけたことから実現した。
一回目となる2008年7月7日には、横浜ベイブリッジなどの照明が落とされた。また、通常時はライトアップされている施設も協力しており、さっぽろテレビ塔、札幌市時計台、東京タワー、通天閣などの観光施設、東大寺などの宗教施設、大阪城、熊本城などの歴史的建造物が協力した。官公庁だけでなく、セブン&アイ・ホールディングスやイオンなど民間企業も、傘下の各店舗で実施した。環境省の試算によれば、一日で二酸化炭素排出量を420トン削減できるとしている。